# Tmarus misumenoides
Tmarus misumenoides is een spinnensoort in de taxonomische indeling van de krabspinnen (Thomisidae).
Het dier behoort tot het geslacht Tmarus. De wetenschappelijke naam van de soort werd voor het eerst geldig gepubliceerd in 1927 door Cândido Firmino de Mello-Leitão.